# Алексей Павлов (геолог)
Алексей Петрович Павлов (1 декември 1854, Москва, Русия - 9 септември 1929, Бад Тьолц, Германия) е руски геолог.
От 1905 г. е член-кореспондент на Академията на науките на Санкт Петербург, академик е от 1916 г. От 1925 г. е академик на Академията на науките на СССР. Професор е в Московския университет от 1886 г.
Работи върху палеонтологията, стратиграфията, тектониката, геоморфологията, инженерната геология, хидрологията, кватернерна геология, историята на геоложките знания. Въвежда термините „синеклиза“, „делувий“, „сифозия“. Автор е на Теорията за делувиалния произход на льоса, дава класификация на свлачищата и др.

## Биография
Завършва (1879) Физико-математическия факултет на Московския университет. След дипломирането си до 1881 г. преподава химия и естествознание в училище в Твер. През 1884 и 1886 г. защитава съответно магистърска и докторска дисертация.
От 1916 г. е заместник-председател на Дружеството на природолюбителите на Москва. Член е на редица руски и чуждестранни научни общества, включително в Лондонското геологическо дружество и на Френското геологическо дружество, което му присъжда златен медал (1926).
Алексей Павлов е женен за Мария Павлова – руска и съветска палеонтоложка и почетен член на Академията на науките на СССР.